# 越南國家航空815號班機空難
越南國家航空815號班機空難是越南國家航空一班的來回胡志明市到金邊金邊國際機場定期航班，1997年9月3日，一架圖-134客機於金邊國際機場附近墜毀，機上有65名乘客遇難，仅一名泰国男子幸存。

## 飛機
- 機型：圖-134
- 機號：VN-A120
- 出廠：1984年
- 履歷：越南航空公司在交付後購買。
- 飛行時數：未知。
- 週期：未知。
- 引擎：2具Soloviev（索洛維約夫） D-30-III
- 保養情況：未知。

## 乘客[1]
| 國籍   | 乘員數 | 組員數 | 總計 |
| ------ | ------ | ------ | ---- |
| 臺灣   | 22     | 0      | 22   |
|        | 21     | 0      | 21   |
| 香港   | 4      | 0      | 4    |
| 越南   | 2      | 6      | 8    |
| 柬埔寨 | 3      | 0      | 3    |
|        | 1      | 0      | 1    |
| 中国   | 2      | 0      | 2    |
| 日本   | 1      | 0      | 1    |
| 英国   | 1      | 0      | 1    |
| 加拿大 | 2      | 0      | 2    |
| 澳門   | 1      | 0      | 1    |
| 總計   | 60     | 6      | 66   |

事件經過
事發一年前，柬埔寨金邊機場遭劫匪洗劫一空，機場較先進的導航設備(VOR/DME)以及跑道燈都被搶走，越南航空815航班在惡劣的天氣中只能被迫用機場老舊的設備降落，機長在看不到跑到的狀況下，不聽副機長與飛行工程師的建議，強行下降，飛機在距離跑道約2公里處撞到樹，樹枝卡住引擎引氣口，導致引擎熄火，在警報聲中，飛機又勉強飛了25秒才失速墜毀。
搜救
由於柬埔寨資源匱乏，當局向別的地區調派救護車與消防車，然而，柬埔寨當地的軍警以及居民已將墜機現場搶劫過一遍，他們拿走了罹難者的行李，甚至還搶走了飛機上的三個飛行紀錄器(駕駛艙錄音器、飛行紀錄器、快速訪問儀)，這對調查工作造成莫大的阻礙。
懸賞飛行紀錄器
起初，航空公司與機場互相推卸責任，直到當局以100~1500元美金懸賞後，居民才願意歸還紀錄器，真相終於大白，事故報告將矛頭指向機長，指責機長在看不到跑道的狀況下強行下降，才飛機導致撞到樹。